# Massimo Colomba
Massimo Colomba (Villars-sur-Glâne, 24 agosto 1977) è un allenatore di calcio ed ex calciatore svizzero con passaporto italiano, di ruolo portiere, preparatore dei portieri del Sion.

## Palmarès

### Giocatore

#### Competizioni nazionali
- Campionato svizzero: 3

Basilea: 2009-2010, 2010-2011, 2011-2012
- Coppa Svizzera: 2

Basilea: 2009-2010, 2011-12

## Curiosità
Ha segnato un gol dall'area di rigore della sua porta